# Kirsty Coventry
Kirsty Coventry (Harare, 16 settembre 1983) è un'ex nuotatrice, dirigente sportiva e politica zimbabwese, dal 2019 ministra della gioventù, dello sport e della ricreazione del proprio paese e dal 2025 presidente del Comitato Olimpico Internazionale.

## Biografia
Nuotatrice di etnia caucasica, specializzata nel dorso, ha vinto tre medaglie (una d'oro, una d'argento e una di bronzo) ai Giochi olimpici di Atene 2004 e quattro (una d'oro e tre d'argento) a quelli di Pechino 2008. Ha detenuto il primato del mondo dei 200 metri dorso in vasca lunga tra il 2008 e il 2012, migliorandolo tre volte. Per la prima volta lo ha stabilito al Missouri Grand Prix nel febbraio 2008, togliendolo dopo quasi diciassette anni a Krisztina Egerszegi.
Durante i Mondiali in vasca corta 2008 a Manchester ha vinto quattro medaglie d'oro e una di bronzo, stabilendo tre record del mondo.
È stata la portabandiera per il suo paese ai Giochi olimpici di Londra 2012 e Rio de Janeiro 2016.
Si è allenata soprattutto in Europa e negli USA, Paese in cui ha vissuto per alcuni anni a causa della sua opposizione al regime di Robert Mugabe, il quale peraltro l'ha premiata con 100.000 $ per i risultati conseguiti a Pechino.
Dopo il ritiro dallo sport attivo, nel 2012 è stata eletta nella commissione atleti del Comitato Olimpico Internazionale, mantenendo poi l'incarico per 8 anni. Nel 2023 è entrata nel comitato esecutivo del CIO e a settembre 2024 ha annunciato la propria candidatura per subentrare al presidente uscente Thomas Bach. Con l'appoggio di Bach stesso, il 20 marzo 2025 è eletta decima presidente del CIO già al primo scrutinio, diventando così la prima persona africana e la prima donna di sempre ad accedere alla carica, con effetto dal 25 giugno 2025.
In precedenza, si era impegnata in politica nel proprio paese: nel 2019 era stata infatti nominata dal presidente Emmerson Mnangagwa ministra della gioventù, dello sport e della ricreazione. Nel 2023 la carica le era stata riconfermata.

## Palmarès
- Olimpiadi

Atene 2004: oro nei 200 m dorso, argento nei 100 m dorso e bronzo nei 200 m misti.
Pechino 2008: oro nei 200 m dorso, argento nei 100 m dorso, nei 200 m misti e nei 400 m misti.
- Mondiali

Montréal 2005: oro nei 100 m dorso e nei 200 m dorso, argento nei 200 m misti e nei 400 m misti.
Melbourne 2007: argento nei 200 m dorso e nei 200 m misti.
Roma 2009: oro nei 200 m dorso e argento nei 400 m misti.
- Mondiali in vasca corta

Manchester 2008: oro nei 100 m dorso, nei 200 m dorso, nei 200 m misti e nei 400 m misti e bronzo nei 100 m misti.
- Giochi del Commonwealth

Manchester 2002: oro nei 200 m misti.
- Giochi Panafricani

Johannesburg 1999: oro nella 4 × 100 m sl, argento nei 100 m dorso e nei 200 m misti e bronzo nei 50 m sl.
Algeri 2007: oro nei 50 m sl, negli 800 m sl, nei 50 m dorso, nei 100 m dorso, nei 200 m dorso, nei 200 m misti e nei 400 m misti, argento nei 100 m rana, nella 4 × 200 m sl e nella 4 × 100 m misti.
Maputo 2011: oro nei 100 m dorso, nei 200 m dorso, nei 200 m misti e nei 400 m misti, argento nei 100 m delfino, nella 4 × 100 m sl, nella 4 × 200 m sl e nella 4 × 100 m misti.

## Riconoscimenti
- African Swimmer of the Year: 2004, 2005, 2007, 2008, 2009, 2011, 2012, 2015, 2016